# Cartha Queens Park Rugby Football Club
Maillots
Dernière mise à jour : 10 octobre 2012.
Cartha Queens Park RFC ou Cartha QP est un club de rugby à XV écossais situé à Glasgow, qui évolue en troisième division du championnat d'Écosse lors de la saison 2010-11.

## Histoire
Cartha Queens Park RFC trouve ses origines dans un club omnisports fondé en 1889 sous le nom de Cartha Athletic Club, qui eut d’abord des sections de cricket, de tennis, de hockey sur gazon et de football. Ses membres auraient commencé à jouer au rugby en 1906, d’où la date de fondation retenue qui est celle de la section rugby du club. En fait, on suppose que la pratique du rugby a débuté au minimum deux ans plus tôt. En 1908, le Cartha AC devient membre de la fédération écossaise. Les joueurs sont alors vêtus avec des rayures violets et vertes mais comme panneaux sous les bras et intégrés dans le design des chaussettes.
À partir de 1935, le club organise un tournoi de rugby à sept, discipline très populaire en Écosse, toujours en activité. En 1974, la section rugby du club fusionne avec Queens Park RFC, donnant naissance au club actuel, Cartha Queens Park RFC. Dans les années 80, celui-ci absorbe Bellahouston FP. Le club joue presque exclusivement dans les ligues régionales avant d’entamer une montée vers la première division, niveau atteint à l’issue de la saison 2001-2002. Il évolue actuellement en troisième division.

## Palmarès
- Champion d'Écosse Cinquième Division : 1985
- Champion d'Écosse Sixième Division : 1976
- Champion d'Écosse Troisième Division : 2005
- Promotion en Deuxième Division : 1999
- Promotion en Première Division : 2002

## Joueurs célèbres
- Ruaridh Jackson  passé par le club avant de rejoindre les Glasgow Hawks puis les Glasgow Warriors.